# Vila Buarque
Vila Buarque es un barrio de la ciudad São Paulo, Brasil, ubicado entre los distritos de Consolação, República y Santa Cecilia en la región central de la ciudad. Pertenece administrativamente a la subprefectura de Sé.
En este barrio se ubican la Santa Casa de Misericordia de São Paulo, la Facultad de Ciencias Médicas de la Santa Casa de São Paulo y la Universidad Presbiteriana Mackenzie. También se ubican la Escuela de la Ciudad, el Servicio Social de Comercio, el Centro Universitario María Antonia (en el antiguo predio de la FFCL-USP), la Fundación Escuela de Sociología y Política de São Paulo]], el Teatro Alianza Francesa, el Tribunal de Justicia Militar del estado de São Paulo, la sede del IAB, la Biblioteca Monteiro Lobato y la oficina del arquitecto Paulo Mendes da Rocha, ganador del Premio Pritzker 2006.

## Historia

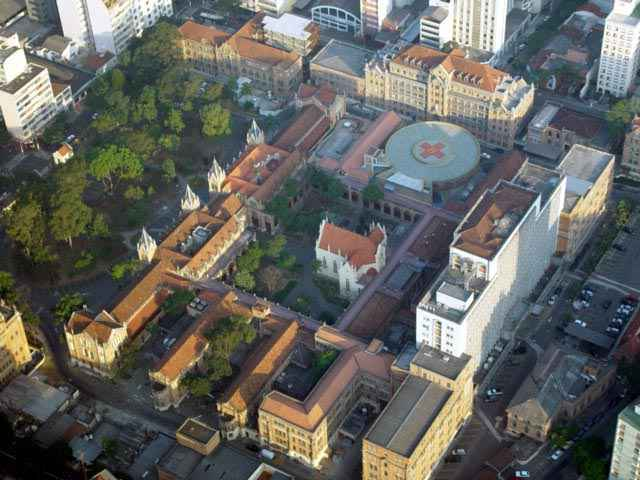
Vista aérea del complejo de la Santa Casa de São Paulo.

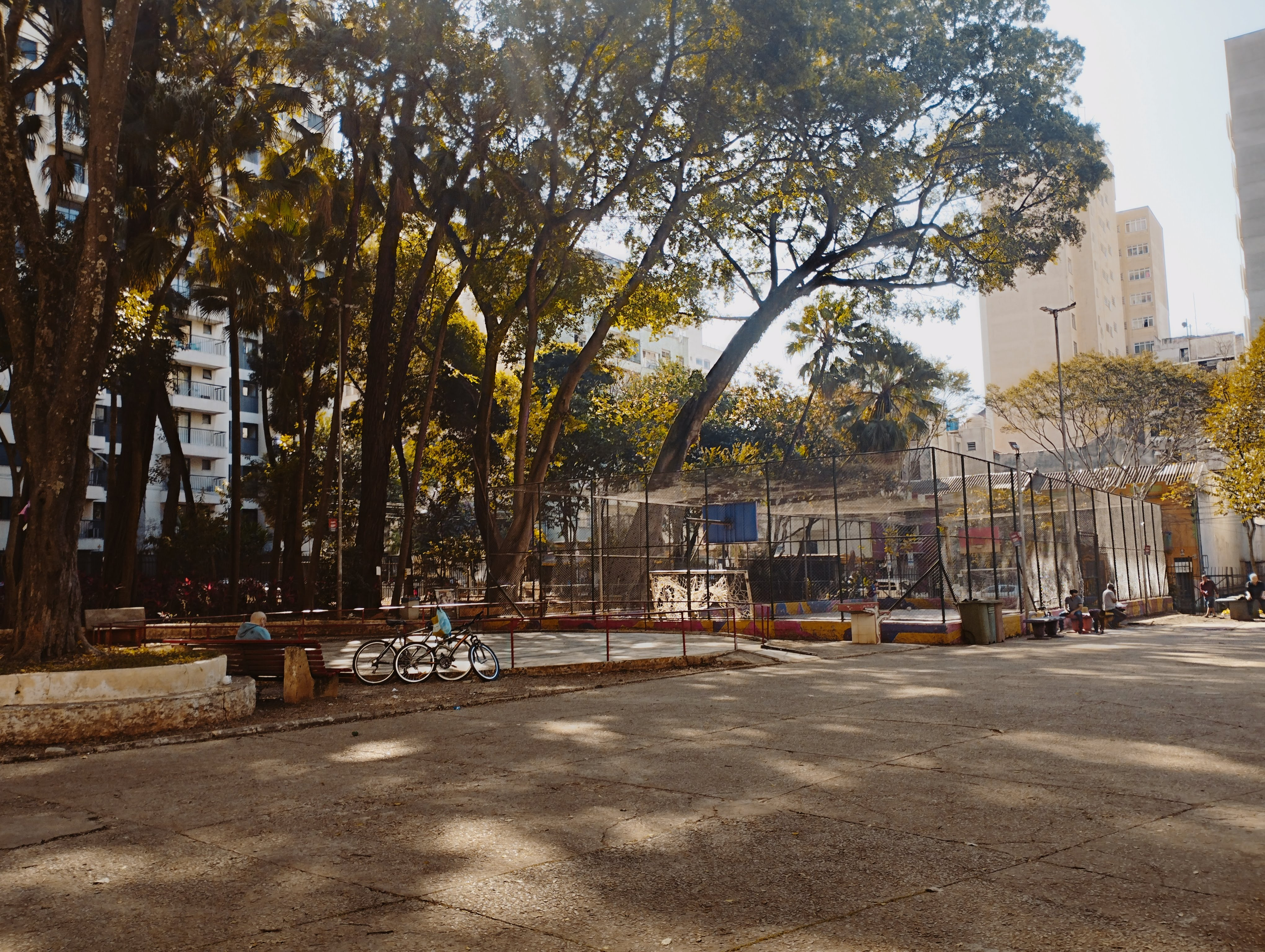
Praça Rotary, en el corazón del barrio.

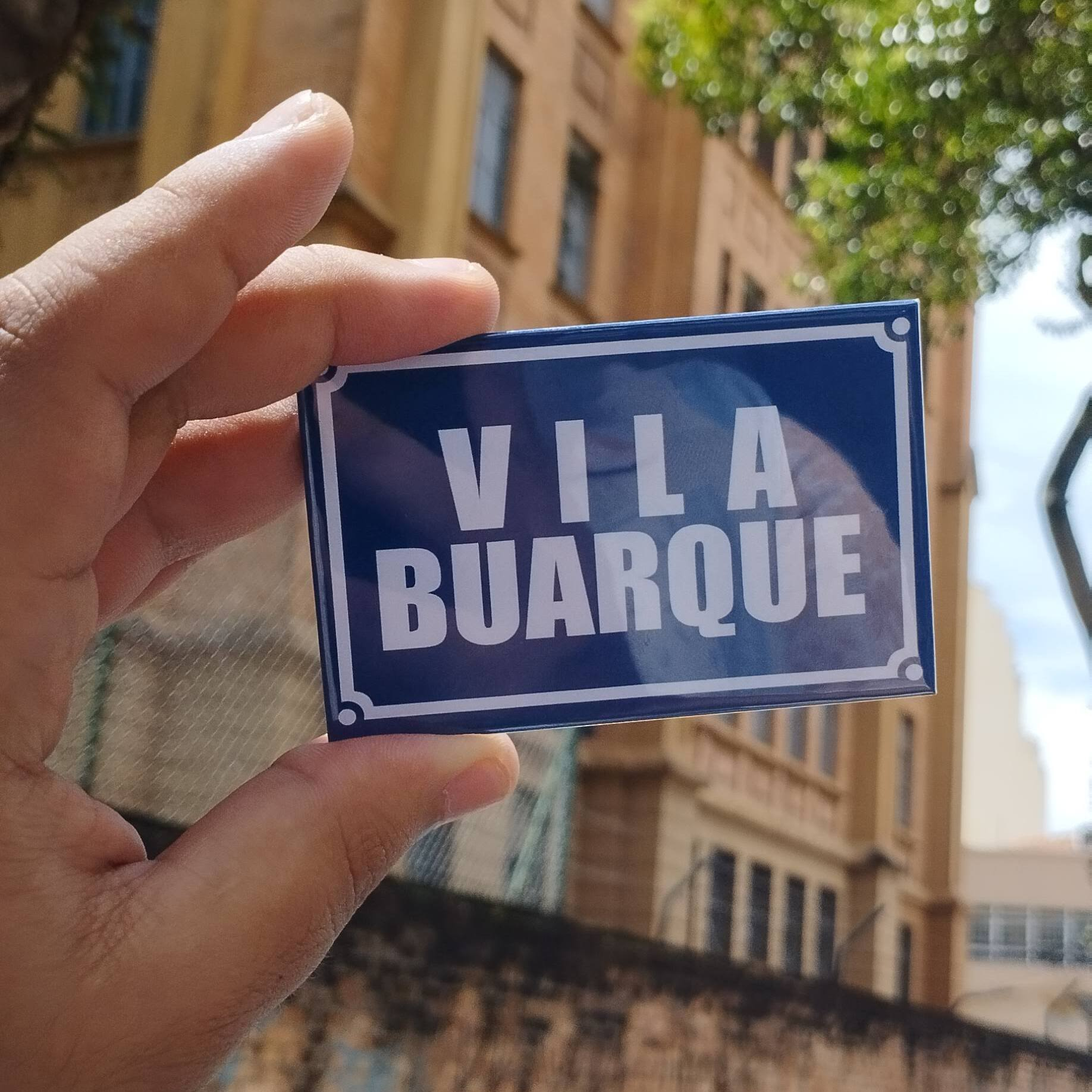
Miniatura de placa con el nombre del barrio y la Santa Casa al fondo.

La región que actualmente forma Vila Buarque era una finca que pertenecía al mariscal José Arouche de Toledo Rendon y, luego, al senador Antonio Pinto do Rego Freitas. En 1893, los herederos de este último vendieron la chacra a la Empresa de Obras de Brasil, cuyos propietarios eran el ingeniero Manuel Buarque de Macedo y el senador Rodolfo Miranda, que eliminaron la finca.
El desarrollo del barrio y de sus adyacentes como Santa Cecília e Higienópolis, fue fruto del proceso migratorio de las clases adineradas que empezaron a salir del centro de la ciudad y del aislamiento de las haciendas. Hasta la década de 1940, la zona tenía casas espaciosas y luego dieron paso a la construcción de edificios de clase media. 
A partir de 1960, el barrio creció y se dio la apertura de varios locales nocturnos. Uno de los locales de bossa nova en São Paulo se ubicaba en este barrio: el Juão Sebastião Bar que quedaba en la rua Major Sertório N° 772 (en el sótano de la casona) donde actualmente se encuentra la Pizzaria Veridiana; entre la UNE - Unión Nacional de Estudiantes y la Universidad Mackenzie. Ese legendario bar tuvo presentaciones de Carlos Lyra, João Gilberto, Cesar Camargo Mariano, Arthur Moreira Lima, Billy Blanco, Lúcio Alves, Elza Soares, Vinícius de Moraes y Tom Jobim.
Cruzada por la vía elevada Presidente João Goulart (llamada coloquialmente Minhocao), la Vila Buarque sufrió con la degradación del centro de São Paulo en la década de 1970. Actualmente pas por un proceso de recuperación contando con áreas culturales y bohémias. El barrio cuenta con diversos edificios que se vieron remozados, una creciente escena gastronómica (que cuenta con restaurantes y bares premiados en la región) y una animada vida nocturna.